# Onthophagus depressus
Onthophagus depressus é uma espécie de escaravelho peloteiro do género Onthophagus, família Scarabaeidae, ordem Coleoptera. Foi descrita em 1871 por Harold.
Mede 6.0 a 7.7 mm. É nativo da África do Sul. Tem sido introduzido em outras partes como o sudeste da América do Norte.